# Betalipothrixvirus
Die Gattung Betalipothrixvirus umfasst derzeit nur die Virusart Sulfolobus-islandicus-filamentous-Virus sowie drei weitere vorläufig klassifizierte Bakteriophagen, die sich ausschließlich in thermophilen Crenarchaeota-Arten (Familie Thermoproteaceae) vermehren. Das Genom der Betalipothrixviren besteht wie bei allen Mitgliedern der Virusfamilie Lipothrixviridae aus einer linearen, doppelsträngigen DNA von etwa 41.000 Basenpaaren. Diese codiert für 73 Virusproteine. Die zugehörigen Leserahmen sind in mehreren Operons organisiert, die an jene des Wirtsgenoms adaptiert sind.

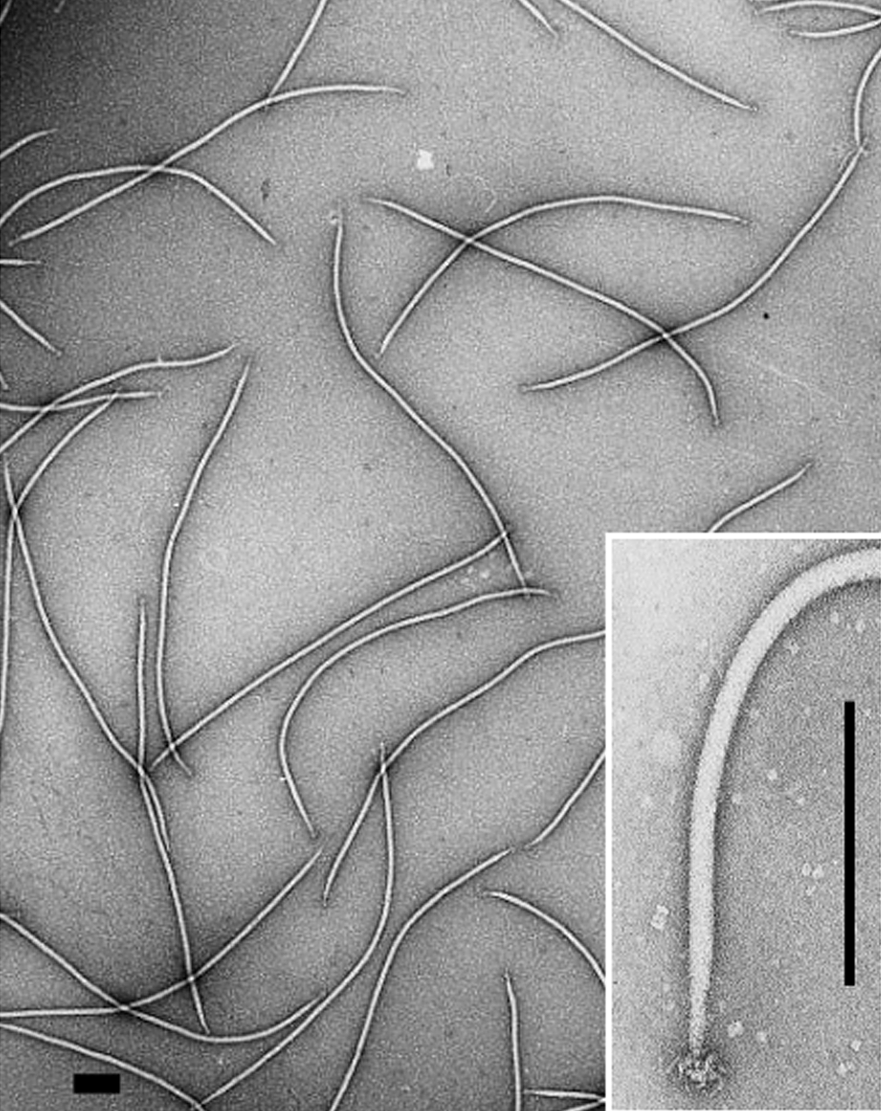
EM-Aufnahme von SIFV-Virionen (Gattung Betalipothrixvirus). Balken 100 nm.

Die Viruspartikel (Virionen) bestehen aus einem helikalen, langgestreckten Kapsid, an das eine Virushülle sehr eng angelagert ist. Diese filamentösen Virionen sind 24 nm im Durchmesser und 1950 nm lang. An beiden Enden der Filamente findet man büschelartige Fortsätze, die wahrscheinlich der Anheftung an die Zielzellen dienen. Typisch für die Gattung ist die geringgradige Flexibilität der Viruspartikel, die in der elektronenmikroskopischen Abbildung als leicht gekrümmte Stäbchen erscheinen. Diese Eigenschaft dient der Abgrenzung zu den weiteren Gattungen der Virusfamilie.

## Systematik
Systematik nach ICTV Stand Anfang März 2025:
- Gattung Betalipothrixvirus[4]

- Spezies Betalipothrixvirus acidiani, mit Acidianus filamentous virus 3 (AFV-3)
- Spezies Betalipothrixvirus hveragerdiense, mit Sulfolobus islandicus filamentous virus (SIFV)
- Spezies Betalipothrixvirus pezzuloense, mit Acidianus filamentous virus 7 (AFV-7)
- Spezies Betalipothrixvirus pozzuoliense, mit Acidianus filamentous virus 6 (AFV-6)
- Spezies Betalipothrixvirus puteoliense, mit Acidianus filamentous virus (AFV-8)
- Spezies Betalipothrixvirus uzonense, mit Acidianus filamentous virus 9 (AFV-9)
- Spezies „Desulfurolobus-ambivalens-filamentous-Virus“ (en. „Desulfurolobus ambivalens filamentous Virus“, DAFV)
- Spezies „Thermoproteus-Tenax-Virus 2“ (en. „Thermoproteus Tenax Virus 2“, TTV-2)
- Spezies „Thermoproteus-Tenax-Virus 3“ (en. „Thermoproteus Tenax Virus 3“, TTV-3)

Thermoproteus  ist die Typusgattung der Archaeen-Familie Thermoproteaceae in der Klasse Thermotrotei (Phylum Crenarchaeota); Acidanus (syn. Desulfurolobus) und Sulfolobus sind Gattungen der Familie Sulfolobaceae derselben Klasse.